# Netrium interruptum
Netrium interruptum là một loài Song tinh tảo trong họ Mesotaeniaceae, thuộc chi Netrium.